# Elachiptera sacculicornis
Elachiptera sacculicornis är en tvåvingeart som först beskrevs av Günther Enderlein 1911.  Elachiptera sacculicornis ingår i släktet Elachiptera och familjen fritflugor. Inga underarter finns listade i Catalogue of Life.